# Roman Schmidt
Roman Schmidt, avstro-ogrski častnik, vojaški pilot in letalski as, * 1. november 1893, Varaždin, † 5. april 1959.
Nadporočnik Schmidt je v svoji vojaški službi dosegel 6 zračnih zmag.

## Življenjepis
Med prvo svetovno vojno je bil pripadnik Flik 7, Flik 13, Flik 30J in Flik 74J.

## Odlikovanja
- red železne krone 3. razreda
- vojaški zaslužni križec 3. razreda
- srebrna in bronasta vojaška zaslužna medalja